# St. Brieux
St. Brieux är en ort i Kanada.   Den ligger i provinsen Saskatchewan, i den centrala delen av landet, 2 300 km väster om huvudstaden Ottawa. St. Brieux ligger 533 meter över havet och antalet invånare är 590.
Terrängen runt St. Brieux är platt. Trakten runt St. Brieux är nära nog obefolkad, med mindre än två invånare per kvadratkilometer.. 
Trakten runt St. Brieux består till största delen av jordbruksmark.